# Futrinkaformák

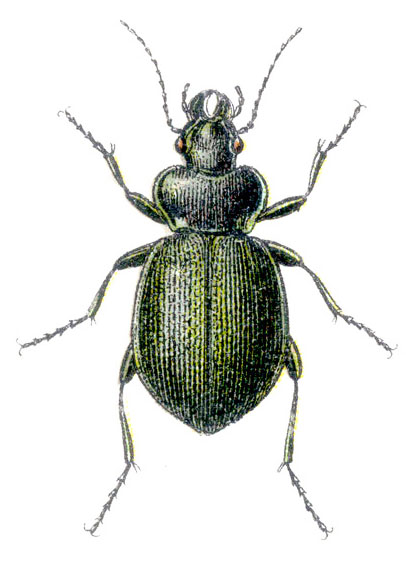
smaragd bábrabló (Calosoma reticulatum)

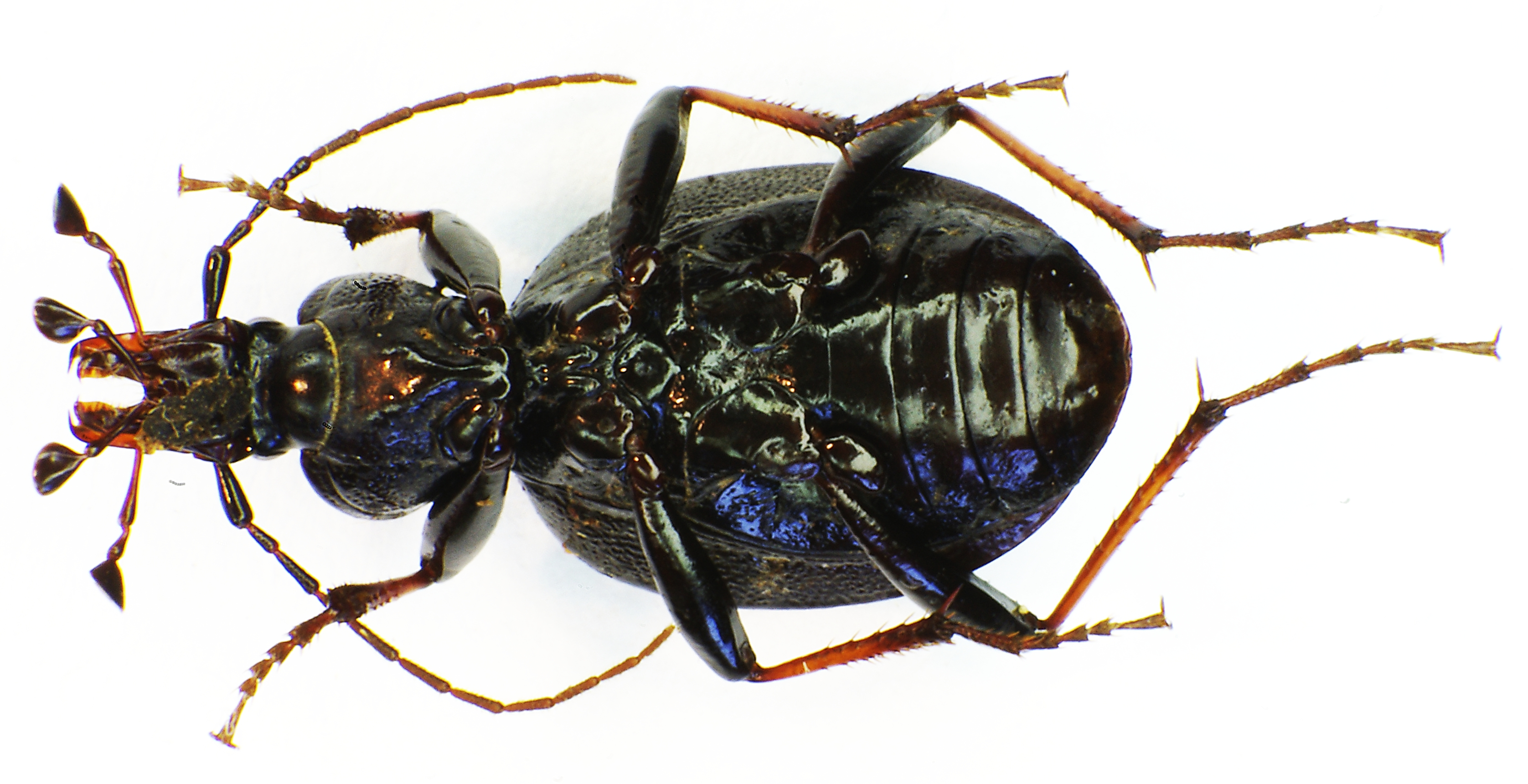
Cychrus attenuatus alulnézetben

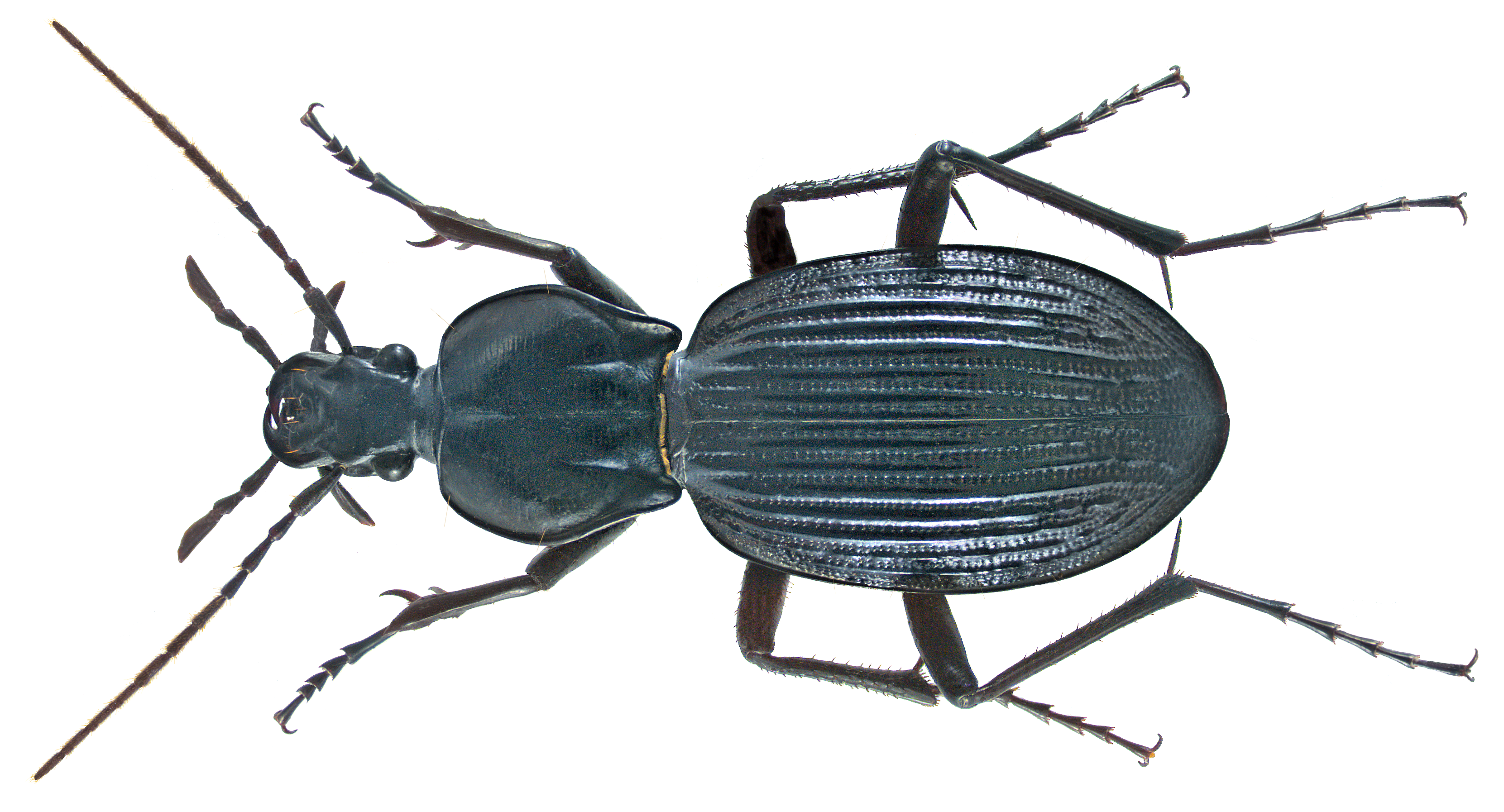
Pamborus alternans

A futrinkaformák (Carabinae) avagy valódi futrinkák a ragadozó bogarak (Adephaga) alrendjébe sorolt futóbogárfélék (Carabidae) családjának névadó alcsaládja négy nemzetség mintegy tíz nemével.

## Származásuk, elterjedésük
A nemzetségből Magyarországon három nem 68 faja, illetve alfaja honos:
1. bábrabló Calosoma) nem
- kis bábrabló (Calosoma inquisitor) L., 1758
- aranypettyes bábrabló (Calosoma maderae maderae) Fabricius, 1775 (= C. auropunctatum (Herbst, 1784))
- smaragd bábrabló (Calosoma reticulatum) Fabricius, 1787
- aranyos bábrabló (Calosoma sycophanta) L., 1758

2. futrinka nem (nagy futrinka, Carabus)
- sokszínű futrinka (Carabus arvensis)
  - nyugati sokszínű futrinka (Carabus arvensis arvensis) Herbst, 1784 (= C. arvensis austriae Sokolař, 1907)
  - kárpáti sokszínű futrinka (Carabus arvensis carpathus) Born, 1902 (= C. arvensis csikensis Csiki, 1942; C. arvensis eremita Fischer von Waldheim, 1823)

- aranyos futrinka (Carabus auratus) L., 1760

- feketebordás aranyfutrinka (Carabus auronitens vindobonensis) Kubik, 1901 (= C. auronitens kraussi Vacher de Lapouge, 1898

- ragyás futrinka (Carabus cancellatus)

- - kis ragyás futrinka (Carabus cancellatus adeptus) Kolbe, 1913
  - budai ragyás futrinka (Carabus cancellatus budensis) Csiki, 1926
  - északi ragyás futrinka (Carabus cancellatus durus) Reitter, 1896
  - nagy ragyás futrinka (Carabus cancellatus maximus) Haury, 1880
  - bihari ragyás futrinka (Carabus cancellatus subgraniger) Reitter, 1896 (= C. cancellatus muehlfeldi Géhin, 1885)
  - soproni ragyás futrinka (Carabus cancellatus soproniensis) Dejean, 1826
  - alföldi ragyás futrinka (Carabus cancellatus tibiscinus) Csiki, 1906
  - felvidéki ragyás futrinka' (Carabus cancellatus ungensis) Csiki, 1906

- szárnyas futrinka (Carabus clathratus auraniensis) J. Müller, 1903

- selymes futrinka (Carabus convexus)

- - kis selymes futrinka (Carabus convexus convexus) Fabricius, 1775
  - kiskunsági selymes futrinka (Carabus convexus kiskunensis) Ádám & Merkl, 1986
  - kárpáti selymes futrinka (Carabus convexus simplicipennis) Dejean, 1826

- bőrfutrinka (Carabus coriaceus)
  - közönséges bőrfutrinka (Carabus coriaceus coriaceus) L., 1758
  - illír bőrfutrinka (Carabus coriaceus praeillyricus) Szél, 1993
  - nagy bőrfutrinka (Carabus coriaceus pseudorugifer) Sokolář, 1906
  - ráncos bőrfutrinka (Carabus coriaceus rugifer) Kraatz, 1877

- dunántúli kékfutrinka (Carabus germarii exasperatus) Duftschmid, 1812

- domború futrinka (Carabus glabratus glabratus) Paykull, 1790

- mezei futrinka (Carabus granulatus granulatus) L., 1758

- sokbordás futrinka (Carabus hampei)
  - beregi sokbordás futrinka (Carabus hampei ormayi) Reitter, 1896

- aranypettyes futrinka (Carabus hortensis hortensis) L., 1758

- magyar futrinka (Carabus hungaricus hungaricus) Fabricius, 1792
- kék laposfutrinka (Carabus intricatus intricatus) L., 1760–––
- alhavasi futrinka (Carabus irregularis irregularis) Fabricius, 1792 (= C. irregularis cephalotes Sokolař, 1909)
- Linné-futrinka (Carabus linnei)
  - kárpáti Linné-futrinka (Carabus linnei linnei) Duftschmid, 1812
  - alpesi Linné-futrinka (Carabus linnei folgariacus) Born, 1913 (= Carabus linnei transdanubialis Kenyery, 1983

- szegélyes futrinka (Carabus marginalis) Fabricius, 1794
- balkáni futrinka (Carabus montivagus blandus) I. Frivaldszky, 1865

- ligeti futrinka (Carabus nemoralis nemoralis) O. F. Müller, 1764

- dunántúli vízifutrinka (Carabus nodulosus) Creutzer, 1799

- pompás futrinka (Carabus obsoletus obsoletus) Sturm, 1815
- láncos futrinka (Carabus problematicus)
  - kis láncos futrinka (Carabus problematicus holdhausi) Born, 1911
  - nagy láncos futrinka (Carabus problematicus problematicus) Herbst, 1786

- érdes futrinka (Carabus scabriusculus)

- - nagy érdes futrinka (Carabus scabriusculus lippii) Dejean, 1826
  - kis érdes futrinka (Carabus scabriusculus scabriusculus) Olivier, 1795

- változó futrinka (Carabus scheidleri)

- - mosoni változó futrinka (Carabus scheidleri baderlei)
  - rákosréti változó futrinka (Carabus scheidleri csikiellus) Deuve, 2003 (= C. scheidleri distinguendus Csiki, 1906)
  - zselici változó futrinka (Carabus scheidleri gebhardti) Bodemeyer, 1927
  - nyitrai változó futrinka (Carabus scheidleri helleri) Ganglbauer, 1892
  - pompás változó futrinka (Carabus scheidleri jucundus) Csiki, 1906
  - pannon változó futrinka (Carabus scheidleri pannonicus) Csiki, 1906
  - mecseki változó futrinka (Carabus scheidleri praescheidleri) Mandl, 1965
  - gerecsei változó futrinka (Carabus scheidleri pseudojucundus) Retezár, 1974
  - simahátú változó futrinka (Carabus scheidleri pseudopreyssleri) Breuning, 1932
  - nyugati változó futrinka (Carabus scheidleri pseudoscheidleri) Mandl, 1964 (= C. scheidleri scheidleri Panzer, 1799)
  - kis változó futrinka (Carabus scheidleri subparvulus) Mandl, 1965
  - vértesi változó futrinka (Carabus scheidleri vertesensis) Retezár, 1974

- rezes futrinka (Carabus ulrichii)
  - baranyai rezes futrinka (Carabus ulrichii baranyensis) Sokolař, 1908
  - nagy rezes futrinka (Carabus ulrichii intercessor) Sokolař, 1912
  - alföldi rezes futrinka (Carabus ulrichii planitiae) Csiki, 1929
  - kis rezes futrinka (Carabus ulrichii sokolari) Born, 1904 (= C. ulrichii parvus Géhin, 1885)
  - közönséges rezes futrinka (Carabus ulrichii ulrichii) Germar, 1824

- kárpáti vízifutrinka (Carabus variolosus) Fabricius, 1787

- kékfutrinka (Carabus violaceus)
  - nyírségi kékfutrinka (Carabus violaceus betuliae) Csiki, 1940
  - hegyi kékfutrinka (Carabus violaceus pseudoviolaceus)– Kraatz, 1886
  - rákosi kékfutrinka (Carabus violaceus rakosiensis) Csiki, 1906

- zempléni futrinka (Carabus zawadzkii)
  - keleti zempléni futrinka (Carabus zawadzkii dissimilis) Csiki, 1906
  - nyugati zempléni futrinka (Carabus zawadzkii ronayi) Csiki, 1906

3. cirpelőfutó (Cychrus) nem (Fabricius, 1794)
- sárgalábú cirpelőfutó (Cychrus attenuatus) Fabricius, 1792

- feketelábú cirpelőfutó (Cychrus caraboides caraboides) L., 1758  (= C. rostratus (L., 1760)

A (nagy) futrinkák a holarktikus faunaterületen élnek; a bábrabló nem kozmopolita (Brehm).

## Rendszertani felosztásuk
1. futrinka-rokonúak nemzetsége (Carabini) két alnemzetséggel:
- Calosomatina alnemzetség egy nemmel:
  - bábrabló (Calosoma)

- Carabina alnemzetség egy nemmel:

- - futrinka (Carabus)

- alnemzetségbe sorolatlan nem:
  - Aplothorax

2. Ceroglossini nemzetség egy nemmel:
- - Ceroglossus

3. cirpelőfutó-rokonúak (Cychrini) nemzetsége négy nemmel:
- - Cychropsis
  - cirpelőfutó (Cychrus)
  - Scaphinotus
  - Sphaeroderus

4. Pamborini nemzetség két nemmel:
- - Maoripamborus
  - Pamborus